# رسوایی سوء استفاده جنسی جانی کیتاگاوا

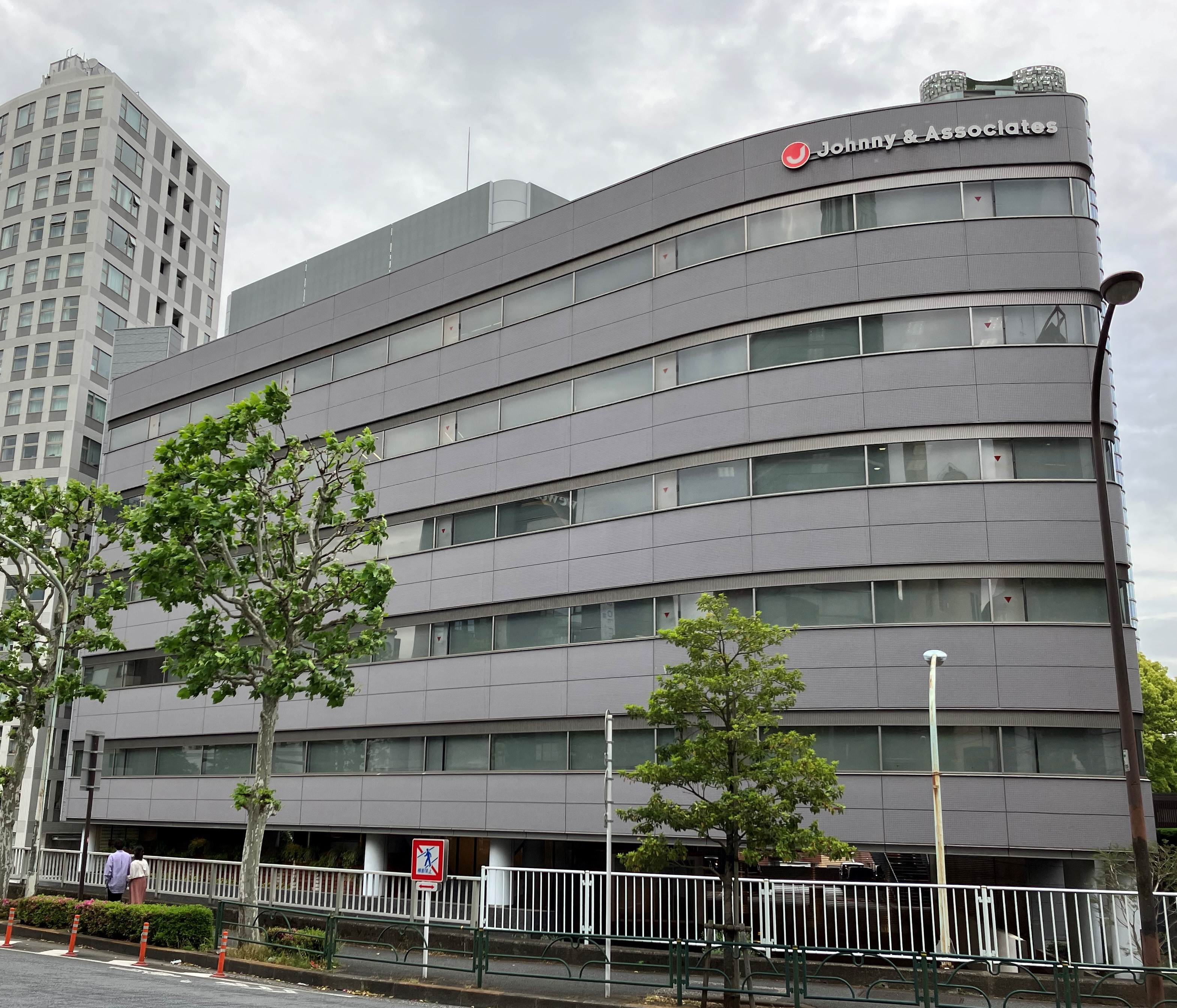
دفتر مرکزی شرکت جانی و همکاران

سوایی سوء استفاده جنسی جانی کیتاگاوا، در سال ۲۰۲۳، مشخص شد که جانی کیتاگاوا (۱۹۳۱–۲۰۱۹)، مؤسس آژانس استعدادیابی ژاپنی (عامل استعدادیابی) شرکت جانی و همکاران، مرتکب اعمال مکرر سوء استفاده جنسی شده است. از اوایل دهه ۱۹۷۰ تا اواسط دهه ۲۰۱۰. کیتاگاوا که یکی از قدرتمندترین چهره‌های صنعت سرگرمی ژاپن محسوب می‌شود، بیش از چهل سال انحصار مجازی در ایجاد گروه‌های موسیقی پسرانه در ژاپن را داشت. هیچ اتهامی علیه کیتاگاوا مطرح نشد، زیرا رسانه‌های ژاپنی بدون گزارشی این تخلف را پوشش داده بودند.
بین سال‌های ۱۹۸۸ و ۲۰۰۰، کیتاگاوا مورد اتهامات متعددی قرار گرفت مبنی بر اینکه او از موقعیت خود برای برقراری روابط جنسی نادرست با پسران نوجوان تحت قرارداد جانی و همکاران استفاده کرده است. کیتاگاوا این ادعاها را رد کرد و در سال ۲۰۰۲ حکمی ۸/۸ میلیون ینی علیه مجله شوگان بونشون، مجله ای که برخی از اتهامات را منتشر کرده بود، صادر شد. فرجام‌خواهی توسط مجله دنبال شد که منجر به لغو جزئی میزان غرامت قضاوت شد. دادگاه عالی توکیو خسارات را به JPY|1.2 میلیون کاهش داد و به این نتیجه رسید که گزارش‌های مربوط به مصرف مشروبات الکلی و سیگار کشیدن زیر سن قانونی توسط کیتاگاوا تهمت بوده است، اما ادعاهای سوء استفاده جنسی توسط کیتاگاوا درست است. درخواست تجدیدنظر در سال ۲۰۰۴ به دیوان عالی ژاپن توسط کیتاگاوا رد شد. این پرونده کمترین پوشش را در ژاپن داشت و بسیاری از روزنامه نگاران آن را به نفوذ کیتاگاوا بر رسانه‌های این کشور نسبت می‌دهند.
در سال ۲۰۲۳، چهار سال پس از مرگش، آزار جنسی کیتاگاوا پس از گزارشی در اوت همان سال که به این نتیجه رسید که او از اوایل دهه ۱۹۷۰ تا اواسط دهه ۲۰۱۰ آزارهای جنسی بسیاری را مرتکب شده است، از جمله تجاوز جنسی به صدها نفر از پسرانی که با شرکت جانی و همکاران قرارداد داشتند. این گزارش پس از آن منتشر شد که ادعاهای سوء استفاده علیه کیتاگاوا پس از انتشار مستند درنده: رسوایی مخفی جی پاپ مورد توجه مجدد قرار گرفت و اتهامات دیگری که در اوایل سال توسط کاوان اوکاموتو، نوازنده و عضو سابق جانی جونیور مطرح شد.
تا سال ۲۰۲۳، ۴۷۸ نفر ادعا کرده‌اند که توسط کیتاگاوا قربانی شده‌اند، از این تعداد، ۳۲۵ نفر به دنبال غرامت بودند، و تنها ۱۵۰ مورد تأیید شده که با جانی و همکاران قرارداد داشته‌اند. بعداً در همان سال، فاش شد که نام آژانس به «اسمایل آپ» SMILE UP تغییر خواهد کرد و هر چیزی که نام «جانی» را داشته باشد، مانند شرکت‌های مرتبط و گروه‌های نمایشی، برای حذف هر اثری از نام کیتاگاوا دستخوش تغییراتی می‌شود.

## عواقب
در ۶ سپتامبر ۲۰۲۳، رکوردهای جهانی گینس تصمیم گرفت دستاورد کیتاگاوا در تولید برترین آهنگ‌های جدول موسیقی پاپ را از وب‌سایت رسمی خود حذف کند. با این حال، آنها عنوان رکوردهای او را حذف نکردند، زیرا او هرگز محکوم نشد. این تصمیم به عنوان یک تصمیم عاقلانه توسط رئیس جدید منصوب شده جانی و همکاران، هیگاشیاما پذیرفته شد. شرکت‌هایی مانند سانتوری و مک‌دونالد که قبلاً برای کمپین‌های تبلیغاتی یا تبلیغاتی با شرکت جانی و همکاران قرارداد بسته بودند، تصمیم گرفتند در واکنش به رسوایی کیتاگاوا قرارداد خود را با هنرمندان جانی پس بگیرند یا تمدید نکنند. سانتوری خواستار طرح‌هایی برای پیشگیری و غرامت برای قربانیان به عنوان پیش نیازهای برقراری مجدد مشارکت شد.
چندین خبرگزاری بزرگ از جمله ان‌اچ‌کی، نیپون تلویژن، تی‌وی آساهی، شبکه تلویزیونی تی‌بی‌اس، تی‌وی توکیو و فوجی تلویژن، بیانیه‌هایی در مورد پذیرفتن به رسمیت شناختن سال‌ها سکوت آنها در برابر این رسوایی و نتیجه آن که عملاً به آزار جنسی کیتاگاوا اجازه داد تا بی‌وقفه ادامه یابد، صادر کردند. بونگیشونجا و موبین ازهر در سال ۲۰۲۳ توسط باشگاه خبرنگاران خارجی ژاپن (FCCJ) برای پوشش این رسوایی جایزه گرفتند. باشگاه خبرنگاران خارجی ژاپ این رسوایی را به ترور شینزو آبه تشبیه کرد و به سکوت رسانه ای در مورد سوء استفاده‌های سیستمی توسط سازمان‌های نزدیک به شخصیت‌های قدرتمند اشاره کرد.